# پروژه بهتر می‌شود
بهتر می‌شود(به انگلیسی: It Gets Better Project) یک پروژه اینترنتی است که در ایالات متحده آمریکا توسط دن سویج و همسرش تری میلر در ۲۱ سپتامبر ۲۰۱۰ ایجاد شده‌است علت ایجاد آن مقابله با مزاحمت‌هایی بود برای کسانی که به خاطر دگرباشی جنسی مورد اذیت و آزار قرار می‌گیرند. هدف این پروژه کاهش خودکشی میان همجنسگرایان نوجوان است. این پروژه به سرعت رشد کرد و هفته اول دویست ویدئو در آن آپلود شد. اکنون این پروژه سایتی مختص خود دارد و در آن دویست هزار ویدئو با چهل میلیون بازدید قرار دارد. این ویدئوها توسط تمامی افراد با گرایش‌های جنسی مختلف و به حمایت از همجنسگرایی سالم قرار داده می‌شود.

## مشارکت کنندگان
- چستر بنینگتون[۱]
- جولی بنز
- لیزا ادلستین
- مایکل باکلی
- مکس ادلر
- جو بایدن[۲]
- جاستین بیبر[۳]
- شرود براون
- هیلاری کلینتون[۴]
- جیمی رودمایر
- الن دی‌جنرس[۵]
- جیسون درولو[۶]
- لری کینگ[۷]
- والری جارت[۸][۹]
- لا لا و سی‌یرا[۱۰]
- آدام لمبرت[۱۱]
- آدام لوین[۱۲]
- دالتون مگنتی[۱۳]
- اِ.ج. مکلین[۱۴]
- نیکی میناژ[۱۵]
- باراک اوباما و میشل اوباما[۱۶]
- نانسی پلوسی[۱۷]
- یان سامرهلدر
- تام ویلساک[۱۸]
- اولیویا وایلد

## شرکت‌ها و گروه‌ها
- ادوبی[۱۹]
- شرکت اپل[۲۰]
- بایر (شرکت)[۲۱]
- بست بای[۲۲]
- سیسکو سیستمز[۲۳]
- دریم‌ورکس انیمیشن[۲۴]
- الکترونیک آرتز[۲۵]
- ارنست اند یانگ[۲۶]
- فیس‌بوک[۲۷]
- گپ (فروشگاه)[۲۸]
- جنرال موتورز[۲۹]
- گوگل[۳۰][۳۱]
- لینکداین[۳۲]
- لونلی پلانت[۳۳]
- مایکروسافت[۳۴]
- ان‌ویدیا[۳۵]
- پیکسار
- سونی پیکچرز[۳۶]
- ویزا کارت[۳۷]
- یاهو![۳۸]
- دانشگاه کرنل[۳۹]
- دانشگاه میشیگان شرقی[۴۰]
- دانشگاه گلاسگو[۴۱]
- دانشگاه روپرشت-کارلز هایدلبرگ[۴۲]
- دانشگاه پرینستون[۴۳]
- کالج ویلیام و ماری[۴۴]
- دانشگاه کالیفرنیا، لس‌آنجلس[۴۵]
- دانشگاه سینسینتی[۴۶]
- دانشگاه پنسیلوانیا[۴۷]
- دانشگاه ویرجینیا (UVA)[۴۸]
- دانشگاه واشینگتن در سن‌لوئیس[۴۹]
- دانشگاه غربی واشینگتن[۵۰]
- دانشگاه ییل[۵۱]
- لس‌آنجلس داجرز[۵۲]

## دیگر
- مالزی[۵۳]
- سنگاپور[۵۴]
- کانادا[۵۵]